# Брэннаган, Кэмерон
Кэмерон Марк Томас Брэннаган (англ. Cameron Mark Thomas Brannagan; род. 9 мая 1996[…], Манчестер, Северо-Западная Англия) — английский футболист, полузащитник клуба «Оксфорд Юнайтед».

## Карьера
Кэмерон Брэннаган родился в Манчестере, но в возрасте 5 лет присоединился к главному противнику — «Ливерпулю». В 2013 году он начал регулярно играть за команду до 21 года и забил 3 гола в молодёжной Премьер-лиге. В это время за ним пристально следили скауты «Барселоны». Его результаты впечатлили тренера первой команды — Брендана Роджерса, который вызвал игрока на матч Кубка Англии против «Олдем Атлетик». Команда выиграла со счётом 2:0, но молодой англичанин так и остался на скамейке запасных.
Дебют Кэмерона состоялся 17 сентября 2015 года в матче Лиги Европы против «Бордо». Свой первый матч в АПЛ провел 1 мая 2015 года против «Суонси Сити», выйдя на замену на 80-й минуте. Игрок ничем не сумел помочь своей команде, и валлийцы победили со счётом 3:1.
11 января 2018 подписал контракт с клубом «Оксфорд Юнайтед» сроком 3 года и 6 месяцев.

## Статистика
| Клуб      | Сезон     | Национальный чемпионат | Национальный чемпионат | Национальный чемпионат | Национальные кубки | Национальные кубки | Еврокубки | Еврокубки | Всего | Всего |
| Клуб      | Сезон     | Лига                   | Игры                   | Голы                   | Игры               | Голы               | Игры      | Голы      | Игры  | Голы  |
| --------- | --------- | ---------------------- | ---------------------- | ---------------------- | ------------------ | ------------------ | --------- | --------- | ----- | ----- |
| Ливерпуль | 2015/2016 | АПЛ                    | 1                      | 0                      | 4                  | 0                  | 2         | 0         | 7     | 0     |